# Ulrich Hausmann
Ulrich Hausmann (* 13. August 1917 in Bremen; † 19. Januar 1996 in München) war ein deutscher Klassischer Archäologe. Er lehrte als Professor für Klassische Archäologie an der Universität Tübingen.

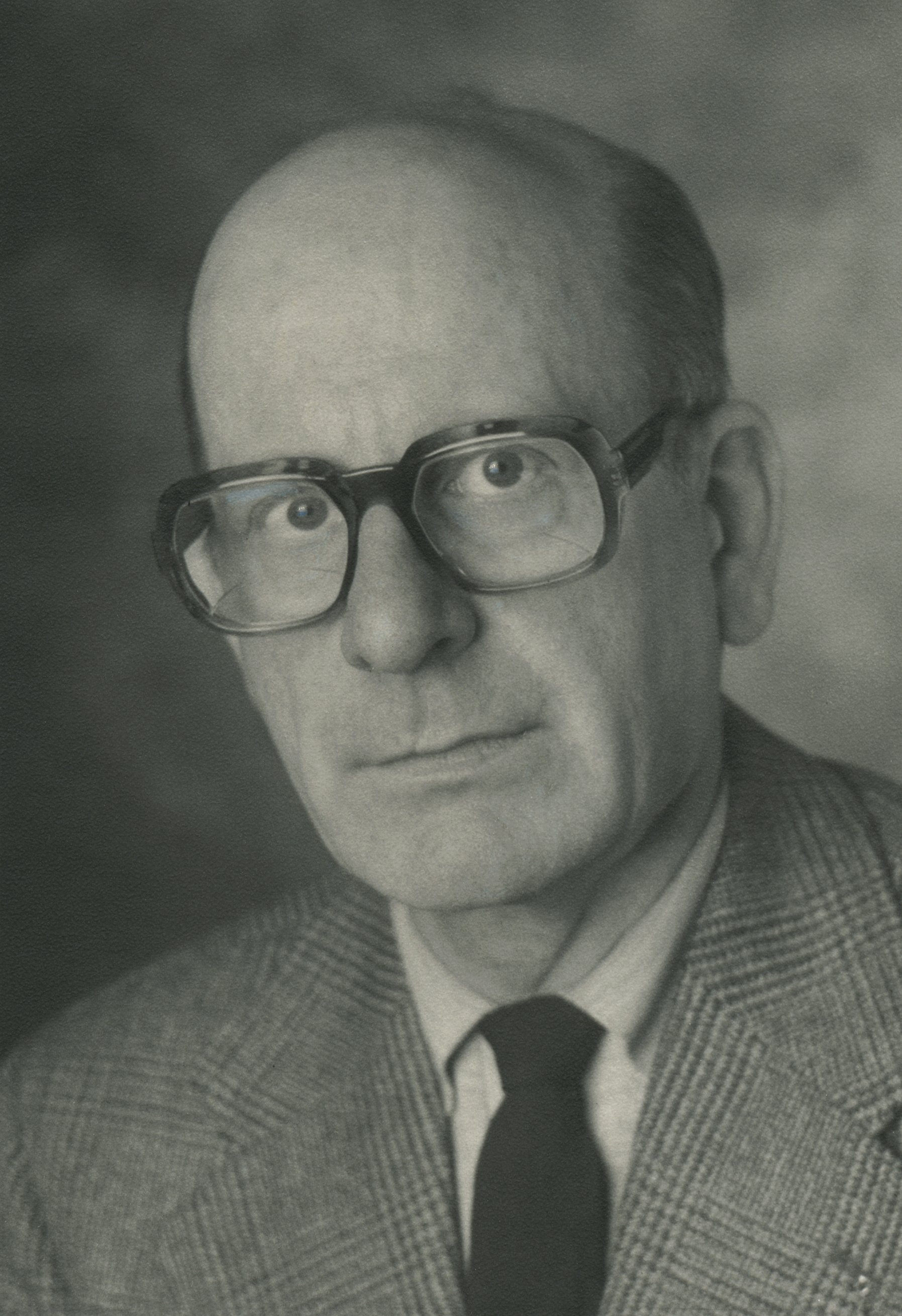
Ulrich Hausmann in den 1970er Jahren

## Leben
Geboren als Sohn eines preußischen Forstreferendars besuchte er das Viktoria-Gymnasium in Potsdam, wo er 1936 das Abitur ablegte. Nach Arbeits- und Wehrdienst begann er im Herbst 1938 mit dem Studium der Klassischen Archäologie, Alten Geschichte und Klassischen Philologie an der Universität Berlin. Im August 1939 wurde er zum Kriegsdienst in Frankreich eingezogen, konnte jedoch im Sommer 1941 sein Studium in Berlin wieder aufnehmen, zwei Semester studierte er in München. Ende 1943 übernahm er die Kriegsvertretung des Assistenten und wurde am 15. Dezember 1944 bei Gerhart Rodenwaldt mit einer von Ludwig Deubner angeregten Dissertation Untersuchungen zu den griechischen Asklepiosreliefs promoviert. Für 1950/51 erhielt er das Reisestipendium des Deutschen Archäologischen Instituts. Von 1952 bis 1955 war er als Referent an die Abteilung Athen des Deutschen Archäologischen Instituts tätig. 1956 wurde er Assistent von Hans Möbius an der Universität Würzburg, 1957 erfolgte dort seine Habilitation, er erhielt eine Dozentenstelle.
Ab 1960 war Hausmann als Nachfolger von Bernhard Schweitzer Lehrstuhlinhaber am Archäologischen Institut der Universität Tübingen bis zu seiner Emeritierung 1983. Seine Forschungen in den Bereichen griechische Weihreliefs, römische Porträts und hellenistische Reliefkeramik waren grundlegend. Zu den bei ihm promovierten Schülerinnen und Schülern gehören Lilian Balensiefen, Elke Böhr,  Johannes Burow, Christiane Dehl, Klaus Fittschen, Bettina von Freytag, Michaela Fuchs, Götz Lahusen, Lila Marangou, Friederike Naumann, Heinrich Bernhard Siedentopf, Rudolf Stichel und Walter Trillmich, ferner der Architekt Rainer Graefe. 

## Schriften (Auswahl)
- Kunst und Heiltum. Untersuchungen zu den griechischen Asklepiosreliefs. Potsdam 1948 (Dissertation).
- Hellenistische Reliefbecher aus attischen und böotischen Werkstätten. Untersuchungen zur Zeitstellung und Bildüberlieferung. Stuttgart 1959 (Habilitationsschrift).
- Griechische Weihreliefs. Berlin 1960.
- (Hrsg.): Allgemeine Grundlagen der Archäologie: Begriff und Methode, Geschichte, Problem der Form, Schriftzeugnisse, mit Beiträgen von Hellmut Brunner, Ernst Buschor, Dietz-Otto Edzard, Walter Hatto Gross, Ernst Grumach, Walther Hinz, Günther Klaffenbach, Hermann Mittelberger, Erich Pernice, Albert Rehm, Wolfgang Röllig, Wolfgang Schiering und Bernhard Schweitzer (Handbuch der Archäologie, im Rahmen des Handbuchs der Altertumswissenschaft, begründet von Walter Otto, fortgeführt von Reinhard Herbig, neu hrsg. von Ulrich Hausmann), C. H. Beck, München 1969.
- (Hrsg.): Der Tübinger Waffenläufer  (= Tübinger Studien zur Archäologie und Kunstgeschichte. Band 4). Wasmuth, Tübingen 1977.
- Hellenistische Keramik. Eine Brunnenfüllung nördlich von Bau C und Reliefkeramik verschiedener Fundplätze in Olympia (= Olympische Forschungen, Band 27). De Gruyter, Berlin, New York 1996.